# Saint-Paul-d’Uzore
Saint-Paul-d’Uzore ist eine französische Gemeinde mit 194 Einwohnern (Stand: 1. Januar 2022) im Département Loire in der Region Auvergne-Rhône-Alpes. Sie gehört zum Arrondissement Montbrison und zum Kanton Montbrison. Die Bewohner werden Sainpaulaires genannt.

## Geographie
Die Flüsschen Pralong und Félines durchqueren die Gemeinde.
Sie grenzt im Norden an Montverdun, im Osten an Mornand-en-Forez, im Süden an Savigneux, im Südwesten an Champdieu und im Westen an Chalain-d’Uzore.

## Bevölkerungsentwicklung
| Jahr                       | 1962 | 1968 | 1975 | 1982 | 1990 | 1999 | 2008 | 2017 |
| -------------------------- | ---- | ---- | ---- | ---- | ---- | ---- | ---- | ---- |
| Einwohner                  | 132  | 136  | 119  | 117  | 95   | 98   | 121  | 170  |
| Quellen: Cassini und INSEE |      |      |      |      |      |      |      |      |

## Sehenswürdigkeiten

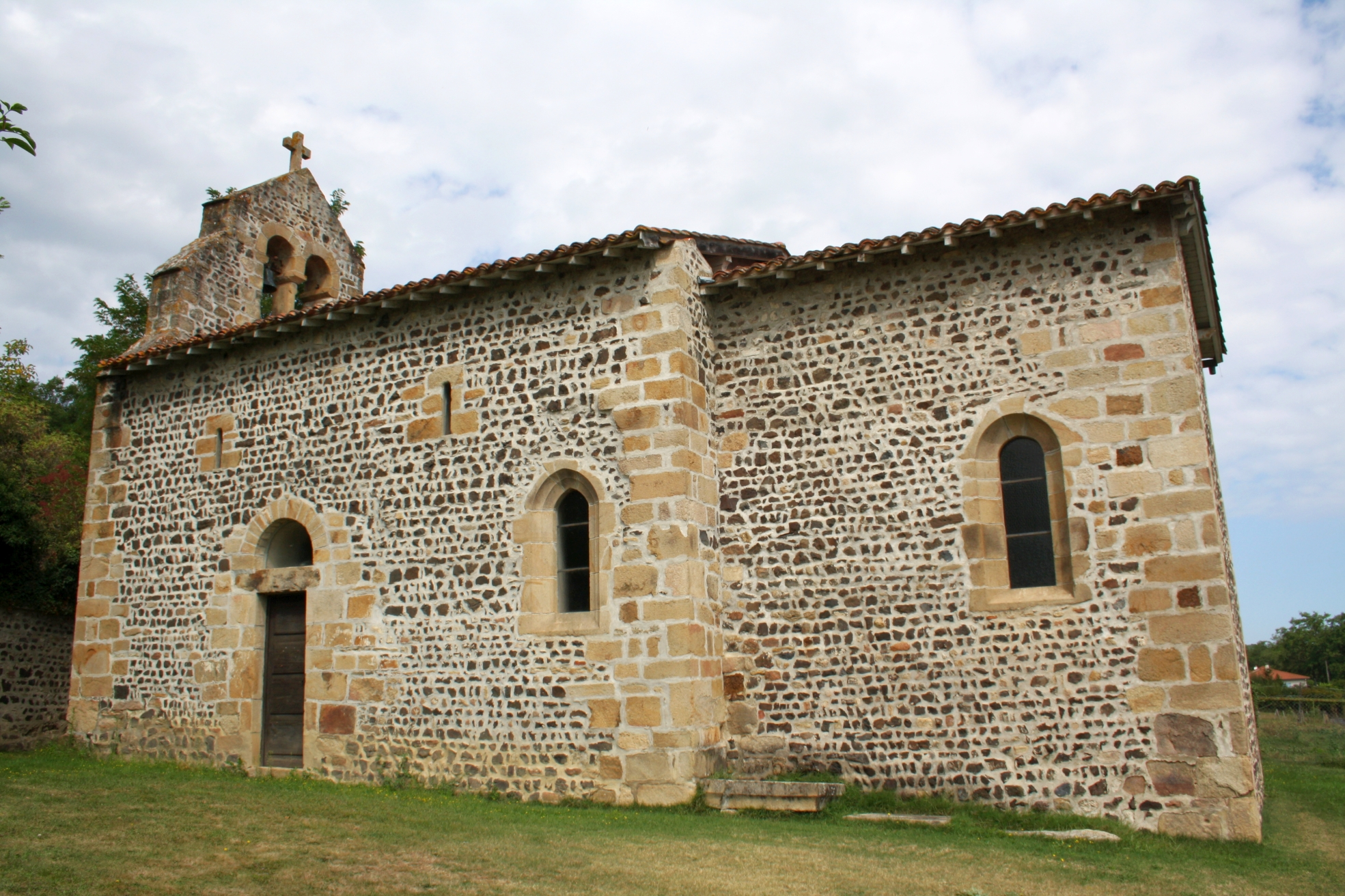
Pfarrkirche Saint-Paul

- Pfarrkirche Saint-Paul mit Ursprüngen aus dem 11. Jahrhundert, im 16. Jahrhundert umgestaltet, in den 1950er Jahren restauriert
- Schloss La Pierre aus der zweiten Hälfte des 17. Jahrhunderts, Teile der Inneneinrichtung seit 1982 als Monument historique klassifiziert
- Schloss und Park Les Peynots aus dem 18. Jahrhundert